# Paradisea (botanica)
Paradisea Mazzuc. è un genere di piante della famiglia Asparagaceae (sottofamiglia Agavoideae).

## Etimologia
Il genere è dedicato al conte Giovanni Paradisi (1760-1826), presidente del Senato del Regno d'Italia napoleonico (1811-1813) e del Regio Istituto Italiano di Scienze, Lettere e Arti.

## Tassonomia
Il genere comprende due sole specie:
- Paradisea liliastrum (L.) Bertol.
- Paradisea lusitanica (Cout.) Samp.